# Árborg
Árborg (oficialment Sveitarfélagið Árborg) és un municipi d'Islàndia a la regió de Suðurland. Té una extensió de 	157,19 km² i una població de 12.064 habitants l'1 de gener de 2025.
El municipi es va crear el 7 de juny de 1998 mitjançant la fusió dels antics municipis d'Eyrarbakkahreppur, Sandvíkurhreppur, Stokkseyrarhreppur i Selfosskaupstaður.
Les principals poblacions del municipi són Selfoss, Eyrarbakki i Stokkseyri.